# Dragan Mihajlović
Dragan Mihajlović (ur. 22 sierpnia 1991 w Petrovie) – szwajcarski piłkarz bośniackiego pochodzenia, grający na pozycji prawego obrońcy. Przez sezon 2020/2021 występuje w klubie Lewski Sofia. Posiada również obywatelstwo serbskie.

## Kariera juniorska
Mihajlović zaczynał swoją karierę piłkarską w klubie FC Bodio. Grał tam do 2002 roku. Potem podpisał on kontrakt z AC Bellinzoną. W 2007 roku Szwajcar przeniósł się do FC Lugano. Po roku gry tam na krótki okres wrócił on do AC Bellinzony. Krótko potem, na kolejny rok, Mihajlović ponownie podpisał kontrakt z FC Lugano. Od lipca 2009 do września 2009 grał on dla AC Bellinzony. W 2009 roku Szwajcar przeniósł się do młodzieżowych drużyn Parmy za 780 000 €. Zagrał tam w 14 meczach i strzelił dwa gole. W 2010 roku powrócił on do AC Bellinzony.

## Kariera seniorska

### AC Bellinzona
Mihajlović dla AC Bellinzony grał przez niecałe 3 lata. Pierwszą swoją bramkę w jej barwach zdobył 29 sierpnia 2010 roku w meczu z Grasshopperem Zürich (1:1). Łącznie dla zespołu z Bellinzony Szwajcar wystąpił 70 razy i strzelił 4 gole.

### FC Chiasso
Mihajlović przeniósł się do FC Chiasso w lutym 2013 roku. Zadebiutował on dla tego zespołu 27 lutego 2013 roku w spotkaniu z jego byłym klubem – AC Bellinzoną. Szwajcar zdobył także bramkę w tym meczu. Łącznie dla FC Chiasso wystąpił on w 115 meczach, 10 razy pakując piłkę do siatki.

### FC Lugano
Mihajlović dołączył do drużyny FC Lugano wraz z dniem 1 lipca 2016. Debiut zaliczył 23 lipca 2016 w meczu przeciwko FC Luzern. Dla FC Lugano Szwajcar zagrał 105 razy, zdobywając 1 bramkę (22 lipca 2018 roku w meczu z FC Sion).

### APOEL FC
Mihajlović rozpoczął treningi z drużyną APOEL-u 1 lipca 2019 roku. Zadebiutował w jego barwach 23 lipca 2019 roku w spotkaniu z FK Sutjeska Nikšić (wyg. 1:0). Dla APOEL-u FC Szwajcar wystąpił w 36 meczach, strzelając przy tym dwie bramki.

### Lewski Sofia
Mihajlović 12 lutego 2012 roku przeniósł się do Lewskiego Sofia. Debiut zaliczył on w zremisowanym 0:0 meczu przeciwko SFK Etyr Wielkie Tyrnowo. Do 5 marca 2021 roku Szwajcar rozegrał dla Lewskiego 3 spotkania, nie zdobywając żadnego gola.

## Kariera reprezentacyjna
| Numer | Reprezentacja   | Przeciwko      | Ranga                                     | Data                 | Wynik (ziel. wygrane, czer. porażki) | Łączna liczba goli | Łączna liczba asyst |
| ----- | --------------- | -------------- | ----------------------------------------- | -------------------- | ------------------------------------ | ------------------ | ------------------- |
| 1     | Szwajcaria U-19 | Gruzja U-19    | Mecz towarzyski                           | 2 września 2009      | 7:0                                  | 1                  | ?                   |
| 2     | Szwajcaria U-19 | Gruzja U-19    | Mecz towarzyski                           | 4 września 2009      | 0:1                                  | 1                  | ?                   |
| 3     | Szwajcaria U-19 | Litwa U-19     | Eliminacje do Mistrzostw Europy U-19 2010 | 23 września 2009     | 5:0                                  | 1                  | ?                   |
| 4     | Szwajcaria U-19 | Chorwacja U-19 | Eliminacje do Mistrzostw Europy U-19 2010 | 28 września 2009     | 0:1                                  | 1                  | ?                   |
| 5     | Szwajcaria U-20 | Niemcy U-20    | Mecz towarzyski                           | 6 września 2010      | 2:3                                  | 1                  | 0                   |
| 6     | Szwajcaria U-20 | Niemcy U-20    | Mecz towarzyski                           | 7 października 2010  | 2:0                                  | 1                  | 0                   |
| 7     | Szwajcaria U-20 | Włochy U-20    | Mecz towarzyski                           | 12 października 2010 | 3:0                                  | 1                  | 0                   |
| 8     | Szwajcaria U-20 | Polska U-20    | Mecz towarzyski                           | 17 listopada 2010    | 2:3                                  | 1                  | 0                   |
| 9     | Szwajcaria U-20 | Włochy U-20    | Mecz towarzyski                           | 25 marca 2011        | 1:0                                  | 1                  | 0                   |
| 10    | Szwajcaria U-20 | Polska U-20    | Mecz towarzyski                           | 29 marca 2011        | 3:0                                  | 1                  | 0                   |